# Empis ater
Empis ater är en tvåvingeart som beskrevs av Macquart 1827. Empis ater ingår i släktet Empis och familjen dansflugor.
Artens utbredningsområde är Frankrike. Inga underarter finns listade i Catalogue of Life.